# オンノジ
『オンノジ』は、施川ユウキによる日本のギャグ4コマ漫画作品。『ヤングチャンピオン』（秋田書店、第2第4火曜日発売）にて2011年10号（2011年4月26日発売）から2013年6号（2013年2月26日発売）まで連載。全46話。連載終了後、『ヤングチャンピオン烈』（同社刊）にて、2014年No.1（2013年12月17日発売）に、単行本最終話の少し前の話を描いた特別篇が掲載。『ヤングチャンピオン』においては、『森のテグー』の連載終了（2010年10月）以降半年ぶりの連載作品。
タイトルの「オンノジ」について、vol.1の扉絵では【御の字】・・・［非常に結構なこと。ありがたいこと。「御」の字をつけてよぶべきほどのもの］と説明された。その後主人公のミヤコがもう片方の登場人物であるフラミンゴを「オンノジ」と命名した。掲載ページ数は毎回4ページ。1ページに4コマ漫画が2本掲載される。なお1ページ目はページ右半分にタイトルロゴとミヤコの一言ネタが描かれるため、1回において4コマは通常7本描かれる。
2014年版『このマンガがすごい!』オトコ編で9位を獲得。

## あらすじ
ある日、突然、世界から人がいなくなった。人っ子ひとり、猫の子1匹いなくなった街を、ただ1人残された女の子・ミヤコが流離う。誰もいない町で、笑ったり怒ったり驚いたり赤面したりするミヤコは、やがて街に自分以外の“何か”がいることに気付く。人間なのか、それ以外の何かなのか、何も分からない“それ”を、ミヤコはオンノジと呼ぶことにした。
その後ミヤコはオンノジと接触し、その正体は人間が変化したフラミンゴだと知る。そこからミヤコとオンノジの、2人（1人と1匹）しかいない世界を巡るエピソードが描かれていく。

## 登場キャラクター
ミヤコ
主人公。人間も動物も、生物が何もかもいなくなった世界に、何故か1人だけ消えることなく残された少女。想像力が豊かで、様々な空想をして過ごしている。人恋しさを感じることもあるが、街を1人歩き回りながら、元気に過ごしている。人が居なくなった世界に順応したために、食料品を窃盗することに留まらずデパートのマネキンを壊したり回転寿司のレールで遊んだりと奔放に暮らしている。オンノジと初めて会話を交わした時に、自分が過去の記憶を失っていることに気付く。
オンノジ
ミヤコと同じく、生き物（ミヤコ除く）全てが消えた世界で暮らすフラミンゴ。ミヤコよりは常識的でありツッコミ役。元は普通の男子中学生だったが、ある日起床すると、自分以外の生き物が消えており、かつ自身はフラミンゴに変化していた。「オンノジ」というのはミヤコに付けられたあだ名。ミヤコと異なり以前の記憶はあり、自宅や人間時代の写真が残っている。本が持ちにくくなっているなど、人間時代と比べると手足の動作に多少不便が生じているが、基本的には器用にギターを弾いたりスケボーに乗ったりできるようになっている。また背にミヤコを乗せて歩くこともできる。

## 書誌情報
- 施川ユウキ 『オンノジ』秋田書店〈ヤングチャンピオンコミックス〉、全1巻
  1. 2013年4月19日発売 ISBN 978-4-253-14294-6